# Magnar Estenstad
Magnar Estenstad (* 27. September 1924 in Hølonda; † 13. Mai 2004 in Meldal) war ein norwegischer Skilangläufer.
Estenstad, der für den Idrettslaget Leik aus Hølonda startete, errang in den Jahren 1949 und 1950 jeweils den vierten Platz beim Holmenkollen Skifestival über 50 km. Bei den Nordischen Skiweltmeisterschaften 1950 in Lake Placid belegte er den 16. Platz über 18 km und den siebten Rang über 50 km. Im folgenden Jahr wurde er Dritter beim Holmenkollen Skifestival über 50 km. Bei den Olympischen Winterspielen 1952 in Oslo holte er die Bronzemedaille über 50 km und die Silbermedaille mit der Staffel. Im Lauf über 18 km errang er den 11. Platz. Im selben Jahr gewann er beim Holmenkollen Skifestival den 50-km-Lauf und erhielt dafür im folgenden Jahr die Holmenkollen-Medaille. Bei den norwegischen Meisterschaften siegte er fünfmal über 50 km (1948, 1949, 1952–1954) und jeweils einmal über 30 km (1950) und mit der Staffel von IL Leik (1954). Zudem errang er im Jahr 1953 den zweiten Platz über 30 km.